# گروولند استیشن (نیویورک)
گروولند استیشن (به انگلیسی: Groveland Station) یک منطقهٔ مسکونی در ایالات متحده آمریکا است که در نیویورک واقع شده‌است. گروولند استیشن ۲۸۱ نفر جمعیت دارد و ۱۹۲٫۹۴ متر بالاتر از سطح دریا واقع شده‌است.